# Fêche-l'Église
Fêche-l'Église è un comune francese di 803 abitanti situato nel dipartimento del Territorio di Belfort nella regione della Borgogna-Franca Contea.

## Società

### Evoluzione demografica
Abitanti censiti